# Lemberg (Canadà)
Lemberg és una vila a la província de Saskatchewan, Canadà, fundada per immigrants provinents de Lviv (Àustria-Hongria, avui dia Ucraïna), la qual rep en alemany el nom Lemberg.